# 비비 (대한민국의 싱어송라이터)
비비(영어: BB, 본명: 김태규, 1989년 1월 27일~ )은 대한민국의 싱어송라이터이다. 2016년부터 커리어를 시작한 인디펜던트 아티스트이다. 현재 꾸준한 앨범 활동으로 많은 국내외 매니아들을 형성하고 있다.
2016년 디지털싱글 'Reaction'으로 데뷔하였고, 2021년 'BB lofi album'을 발표해 현재도 활동을 이어나가고 있다.
데뷔 후 2년은 래퍼로 활동하다 2019년부터 로파이(lo-fi) 힙합, 알앤비 음악 장르로 전향하였다.

## 출연작

### 라디오
- 네이버 VLIVE
- 아리랑라디오 Sound K

## 음반

### 정규 앨범
- 1집 <BB lofi album> (2021)

### EP
- 나뿐인것 같아(2019)

### 싱글
| 2016.09.13 | 싱글 | Reaction            | Reaction                         |
| 2018.09.19 | 싱글 | MAKE ME DOWN        | MAKE ME DOWN (Feat.TANIC)        |
| 2018.12.15 | 싱글 | 신사동              | 신사동                           |
| 2019.01.24 | 싱글 | 좋은 밤             | 좋은 밤 (Feat. 반미선)           |
| 2019.04.25 | 싱글 | 사실 이쯤에는       | 사실 이쯤에는 (Feat. Tanic)      |
| 2019.07.23 | 싱글 | 혼자인 내 방이 좋아 | 혼자인 내 방이 좋아 (Feat. 솔찬) |
| 2019.09.16 | 싱글 | Never Wake Up       | Never Wake Up                    |
| 2019.12.16 | EP   | 나뿐인것같아        | 나뿐인것같아                     |
| 2020.01.23 | 싱글 | 녹아 나는           | 녹아 나는                        |
| 2020.02.28 | 싱글 | 이런 분위기         | 이런 분위기                      |
| 2020.04.02 | 싱글 | 웃고 있을까         | 웃고 있을까                      |
| 2020.06.08 | 싱글 | Your Eyes           | Your Eyes                        |
| 2020.07.24 | 싱글 | 바라 (Feat. 그늘)   | 바라 (Feat. 그늘)                |
| 2020.08.31 | 싱글 | My Monday           | My Monday                        |
| 2020.10.07 | 싱글 | 사막위에꽃          | 사막위에꽃 (Feat. 그늘)          |
| 2020.11.29 | 싱글 | First Time          | First Time                       |
| 2021.01.23 | 정규 | BB Lofi Album       | 녹아 나는                        |
| 2021.03.07 | 싱글 | 플라밍고            | 플라밍고 (Feat. 그늘)            |
| 2021.04.25 | 싱글 | Morning Cafe        | Morning Cafe                     |
| 2021.05.30 | 싱글 | 스물                | 스물 (Feat. 그늘)                |
| 2021.06.27 | 싱글 | 나쁜 생각           | 나쁜 생각                        |
| 2021.08.08 | 싱글 | Summer Night        | Summer Night                     |

## 주요 기사, 인터뷰
1. 백융희 기자(2019년 2월 27일). [fn★인터뷰] 비비(BB), 음악으로 펼쳐낼 무지갯빛 스펙트럼 파이낸셜뉴스.
2. 백융희 기자(2020년 6월 8일) [Ma 인터뷰] 비비 “‘Your eyes’, 무지개다리 건넌 반려견 위한 노래” 마켓뉴스
3. GAYATRI VEMURI(2021년 6월 5일) "Lo-Fi Hip-Hop Artist BB Goes Behind The Scenes On His Musical Journey And Shares His Future Goals" KPOPHIGH INDIA
4. Riya Choudhary and Nikhat Parveen(2021년 8월 2일) "K-Interview: Lo-fi Hip hop Artist BB" HALLYUISM
5. 박정선 기자(2022년 8월 17일)[D:인디그라운드(112)] 싱어송라이터 비비의 소통법